# Saggio di Wöhlk
Il saggio di Wöhlk, o reazione di Wöhlk, è un test di chimica analitica utilizzato per identificare la presenza di lattosio e/o maltosio all'interno di una soluzione acquosa. La positività al saggio è in genere un parametro discriminante utile al fine di distinguere il lattosio e il maltosio da altri glucidi.

## Procedimento
Si prende la sostanza in esame e la si solubilizza in acqua. Si aggiungono alla soluzione idrossido di ammonio e idrossido di potassio e si fa riscaldare a bagnomaria. In presenza di lattosio o maltosio la soluzione assumerà una colorazione rosa-rossastra. In presenza di glucosio o di fruttosio la soluzione assumerà invece una colorazione giallo.